# Erik Aadahl
Erik Aadahl (sinh ngày 16 tháng 9 năm 1976) là một biên tập viên âm thanh người Mỹ. Ông được biết đến nhiều nhất trong việc tạo ra tiếng gầm của Godzilla trong bộ phim năm 2014 cùng tên. Ông cũng lồng tiếng cho Bumblebee trong Transformers: The Last Knight.

## Sự nghiệp
Ông tốt nghiệp Trường Nghệ thuật Điện ảnh của Đại học Nam California năm 1998. Ông đang giám sát biên tập âm thanh cho Transformers: Dark of the Moon, và nhờ đó mà ông đã được đề cử cho Giải thưởng Viện hàn lâm. Aadahl được beiets đến qua việc tạo ra tiếng gầm của Godzilla cho bộ phim cùng tên ra mắt năm 2014 và âm thanh tiếng kêu của Bumblebee trong Transformers: The Last Knight.